# Ácido perxénico

Ácido perxénico

El ácido perxénico (H4XeO6) es el conjugado inestable del anión perxenato, se forma por la solución del tetraóxido de xenón (XeO4) en el agua por la siguiente reacción:
XeO+
4H
2O → HXeO+
6H
3O
HXeO+
6H
2O → H
2XeO+
6H
3O
H
2XeO+
6H
2O → H
3XeO+
6H
3O
H
3XeO+
6H
2O → H
4XeO+
6H
3O
Mas débil que el ácido perclórico, sus sales son los perxenatos, no se ha aislado como ácido libre ya que rápidamente se descompone en trióxido de xenón (XeO3) y oxígeno (O2):
2 HXeO3−
6 + 6 H+
 → 2 XeO
3 + 4 H
2O + O
2
Su fórmula extrapolada, H4XeO6 se infiere a la geometría octaédrica del ion perxenato (XeO4) en sus sales de metal alcalino.
El pKa del ácido perxénico se ha calculado indirectamente que está por debajo de 0, lo que lo convierte en un ácido extremadamente fuerte.
Su primera ionización produce el anion H3XeO6, que tiene una pKa valor 4.29, todavía relativamente ácido.
La especie desprotonada 2 veces H, ₂XeO ²₈⁻ tiene una pKa valor de 10.81.
Sin embargo, debido a su rápida descomposición en condiciones ácidas como se describió anteriormente, se conoce más comúnmente como sales perxenadas, con el anión XeO4.

## Perxenatos
Los perxenatos son sales de ácido perxénico H4XeO6. Tanto el ácido como el anión XeO64− son poderosos agentes oxidantes; el ácido se puede formar disolviendo tetraóxido de xenón,XeO4, en una base fuerte, como en la mayoría de preparaciones. Las sales de sodio y de potasio son solubles, pero la del bario puede formar una estructura de xenón atrapado en un cristal insoluble.
El perxenato de bario se utiliza como material inicial para sintetizar el tetraóxido de xenón (XeO4); se tiene que mezclar con ácido sulfúrico concentrado, lo que provoca la reacción siguiente:
Ba2XeO6(s) + 2H2SO4(aq) → H4XeO6(aq) + 2BaSO4(s).
La reacción es similar a la que se produce cuando se mezcla el peróxido de bario con ácido sulfúrico concentrado para obtener peróxido de hidrógeno, que es la forma habitual de obtenerlo en laboratorio. Las tendencias y características de solubilidad de los perxenatos son muy similares a la de los carbonatos (la mayoría son insolubles).